# Krystyna Górska-Gołaska
Krystyna Zofia Górska-Gołaska (ur. 3 kwietnia 1929 w Poznaniu, zm. 25 marca 2022 tamże) – doktor nauk historycznych, kierownik Pracowni Słownika Historyczno-Geograficznego Wielkopolski w Średniowieczu w Instytucie Historii PAN w latach 1987–1997, członkini Poznańskiego Towarzystwa Przyjaciół Nauk, archiwistka, autorka wielu cennych publikacji.

## Życiorys

### Dzieciństwo i okres edukacji
Córka Jana Tadeusza Górskiego i Teresy z domu Plater Zyberk. Dzieciństwo spędziła w Kamienicy na Pomorzu w powiecie tucholskim. Jej ojciec zginął, gdy miała 10 lat - w pierwszych dniach II wojny światowej, w czasie kampanii wrześniowej. Okres okupacji spędziła wraz z matką i bratem w Woli Pekoszewskiej. W 1947 roku zdała maturę w I Prywatnym Gimnazjum i Liceum Sióstr Niepokalanek w Szymanowie pod Warszawą. Ukończyła studia z zakresu historii na Uniwersytecie Poznańskim, uzyskując w 1951 r. tytuł magistra. W tym samym roku ukończyła w Warszawie kurs specjalistyczny z zakresu archiwalnego opracowania zbiorów kartograficznych.

### Dorosłe życie i działalność naukowa
Już w czasie studiów (1949) rozpoczęła praktykę w Archiwum Państwowym w Poznaniu jako stypendystka Naczelnej Dyrekcji Archiwów Państwowych.
Po studiach, we wrześniu 1951 dostała nakaz pracy w Archiwum Państwowym w Olsztynie. 7 listopada tego samego roku udało się jej wrócić do pracy w Archiwum Państwowym w Poznaniu, gdzie pracowała do 31 października 1968. Podczas swojej pracy zajmowała się opracowywaniem map rękopiśmiennych z XVIII i XIX wieku. Na podstawie swojej pracy otrzymała doktorat nauk historycznych na Uniwersytecie im. Adama Mickiewicza w Poznaniu.
Od 1 sierpnia 1968 roku pracowała w Pracowni Historyczno-Geograficznej Wielkopolski w Średniowieczu w instytucie Historii PAN, będąc w latach 1987–1997 kierownikiem tej pracowni.

## Życie prywatne
W 1958 w Poznaniu zawarła małżeństwo z Januszem Gołaskim (ślub cywilny 10 października, kościelny 15 października). Mieli czterech synów: Jana (ur. 1960), Stanisława (1962-2011), Wojciecha (ur. 1964) oraz Tomasza (ur. 1968).

### Wywód przodków[2]
| 4. Konstanty Górski               |  |                         |  |  |                           |
|                                   |  | 2. Jan Kanty Górski     |  |  |                           |
| 5. Antonina Chłapowska            |  |                         |  |  |                           |
|                                   |  |                         |  |  | 1. Krystyna Zofia Gołaska |
| 6. Ludwik Wiktor Plater-Zyberk    |  |                         |  |  |                           |
|                                   |  | 3. Teresa Plater-Zyberk |  |  |                           |
| 7. Teresa Maria Elżbieta Zamoyska |  |                         |  |  |                           |
|                                   |  |                         |  |  |                           |

## Niektóre publikacje
- Słownik historyczno-geograficzny województwa poznańskiego w średniowieczu red.,
- Katalog Planów miast i wsi wielkopolskich: z. 1, Poznań 1961, ss 81 + 40 ilustracji, z. 2, Warszawa 1968, ss. 156 + 40 ilustracji.
- Górscy Herbu Boża Wola – Przodkowie i potomkowie generała Franciszka Górskiego. Poznań: Wydawnictwo Poznańskiego Towarzystwa Przyjaciół Nauk, 2000